# Iselma endroedyyoungai
Iselma endroedyyoungai es una especie de coleóptero de la familia Meloidae.

## Distribución geográfica
Habita en la Provincia del Cabo (Sudáfrica).